# 12112 Sprague
12112 Sprague eller 1998 MK4 är en asteroid i huvudbältet som upptäcktes den 23 juni 1998 av Catalina Sky Survey projektet. Den är uppkallad efter Ann Sprague.
Asteroiden har en diameter på ungefär 14 kilometer.